# Joan Cassador
Joan Cassador (o Caçador) (segle XVI), fou un catedràtic d'humanitats a la Universitat de Barcelona i juntament amb Pere Sunyer, Joan Dorda, Antoni Pi i Pere Jaume Cassià va ser un impulsor de la producció dramàtica llatina per a la formació dels estudiants. Fou escriptor de teatre. Va escriure Claudius. Comoedia. Accesserunt Petri Sunyerii publici etiam professoris annotationes, publicada a Barcelona per Claudi Bornat, el 1573. Aquesta obra es va considerar com a perduda fins al 2017, quan fou recuperada per la Biblioteca Pública Episcopal de Barcelona, on es pot consultar.